# 本覚寺 (品川区)
本覚寺（ほんがくじ）は、東京都品川区にある天台宗の寺院。

## 概要
1573年（元亀3年）、晃慶によって開山された。
当寺の本堂が入っている建物は鉄筋コンクリート造で、1階部分は吹き抜けになっている（本堂部分は2階以上にある）。
境内には、品川区の文化財に指定されている庚申供養塔がある。1668年（寛文八年）に造立されたもので、かつてはこの塔を中心に縁日が開かれていたという。

## 交通アクセス
- 新馬場駅より徒歩6分（経路案内）。